# Itoplectis maculator
Itoplectis maculator är en stekelart som först beskrevs av Fabricius 1775.  Itoplectis maculator ingår i släktet Itoplectis och familjen brokparasitsteklar. Arten är reproducerande i Sverige. Utöver nominatformen finns också underarten I. m. cruentata.